# Condado de Ellis (Kansas)
O Condado de Ellis é um dos 105 condados do estado americano de Kansas. A sede do condado é Hays, e sua maior cidade é Hays. O condado possui uma área de 2 332 km² (dos quais 1 km² estão cobertos por água), uma população de 27 507 habitantes, e uma densidade populacional de 12 hab/km² (segundo o censo nacional de 2000). O condado foi fundado em 26 de fevereiro de 1867.